# Василије Радовић
Василије Радовић (Цетиње, 10. септембар 1938 — Цетиње, 25. март 2019) био је југословенски фудбалски голман и тренер, репрезентативац Југославије.

## Каријера
Фудбалску каријеру је започео на родном Цетињу, а потом је прешао у сарајевски Жељезничар. Од 1957. до 1971. године бранио је на 309 званичних утакмица и постигао један гол. Осим Жељезничара, провео је једну сезону у турском Фенербахчеу (1966/67). Каријеру је окончао због повреде 1971. године. Бранио је на три утакмице за А селекцију Југославије. Дебитовао је 25. октобра 1964. против Мађарске, а последњу утакмицу за национални тим одиграо је 19. септембра 1965. против екипе Луксембурга.
Почео је да ради у Жељезничару као тренер јуниора, а затим је био члан стручног штаба првог тима. У сезони 1976/77. кратко је водио први тим. Преминуо је 25. марта 2019. у 80 години.